# Pallasina barbata
Pallasina barbata és una espècie de peix pertanyent a la família dels agònids i l'única del gènere Pallasina.

## Descripció
- Fa 17 cm de llargària màxima.
- Aleta caudal arrodonida.[3][4][5]

## Hàbitat
És un peix marí, demersal i de clima temperat que viu entre 0-105 m de fondària.

## Distribució geogràfica
Es troba al Pacífic nord: des del mar del Japó fins al mar de Bering i Bodega Bay (costes centrals de Califòrnia, els Estats Units).

## Observacions
És inofensiu per als humans.